# Christiane Martel
Christiane Martel (nome de batismo: Christiane Magnani; Paris, 18 de janeiro de 1932) é uma atriz e rainha da beleza francesa, eleita Miss Universo 1953, durante a segunda edição do concurso, realizado em Long Beach, Califórnia, Estados Unidos, sendo a primeira de seu país a vencer o concurso.
Ela é casada desde 1961 com Miguel Alemán Velasco, ex-governador de Veracruz, México, e atualmente pertence à alta sociedade mexicana e dedica sua vida à política e à filantropia.
"Régia, elegante e tão bela como sempre, Christiane Magnanin deslumbrou", escreveu a revista Hola do México em 2015.

## Infância
Segundo o El Anecdotario, ela era uma menina tranquila e disciplinada, apesar de um pouco travessa, quando vivia na casa de seus avós. Durante a Segunda Guerra Mundial, ela sofreu um corte próximo ao olho esquerdo, enquanto tentava dar um susto em seu tio, que cortava madeira no jardim da casa. A cicatriz que ficou, tornou-se imperceptível com o tempo e não a impediu de vencer o concurso anos depois.

## Concursos de beleza

### Miss França

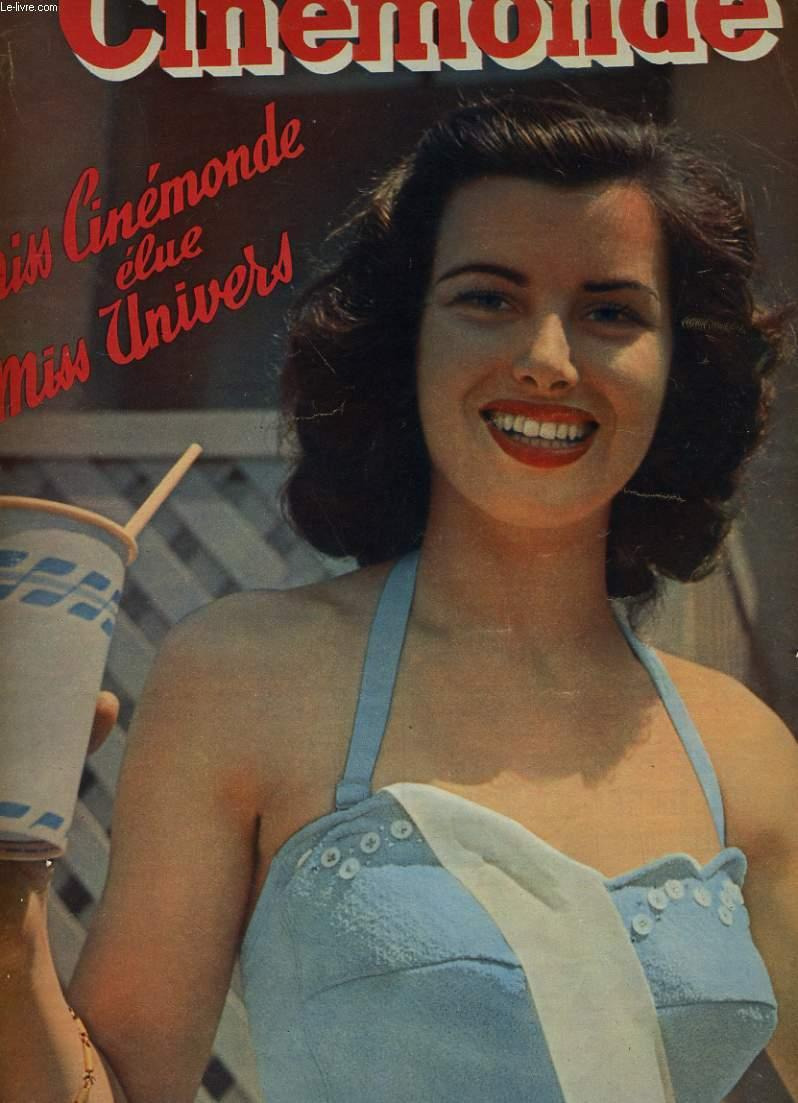
Martel como Miss Cinemonde - ela nunca foi eleita Miss França, tendo apenas substituído Sylviane Carpentier

Sua carreira na beleza começou quando pediu para ser inscrita no concurso "Menina Mais Bonita de Châtellerault", cidade onde vivia, e saiu vitoriosa. Depois disso, participou e venceu vários concursos seguidos, incluindo o da província de Vienne e o de 'Garota Italiana Mais Bonita da França', por causa de seu sobrenome de batismo, italiano.
As vitórias nestes concursos locais a levaram a ser convidada a participar do Miss Cinemond Pageant, um concurso à parte do Miss França. Seu pai, George Magnani, a registrou no concurso, mas trocou seu sobrenome por Martel, receoso de que pudesse haver futuros problemas para ele com o sobrenome italiano, já que viviam na França do pós-guerra. Com esse nome ela participou do concurso, em Paris, e venceu novamente, sendo eleita Miss Cinemonde 1953, aos 19 anos.
Martel, no entanto, nunca foi Miss França, apenas substituindo Sylviane Carpentier, que não quis participar do Miss Universo.

### Miss Universo
Ganhando o direito de representar a França no Miss Universo, ela ouviu de seu pai o conselho de que "não alimente falsas esperanças, você não está indo para vencer, só para participar" e lhe respondeu com um "não se preocupe, eu vou para a América e em quinze dias estarei de volta". Só voltaria à França meses depois, com a coroa de Miss Universo na cabeça.
Em Long Beach, Martel venceu o concurso concorrendo com 26 misses de todo o mundo, sendo até hoje considerada, segundo o El Anecdotario, uma das melhores de todos os tempos, pela elegância, graça e carisma pessoal que a acompanhavam. Ela, entretanto, não foi coroada por sua antecessora, Armi Kuusela, que, havia se casado e abandonado o título antes do término do período de reinado. Martel foi coroada pela atriz Julia Adams.

## Vida após os concursos

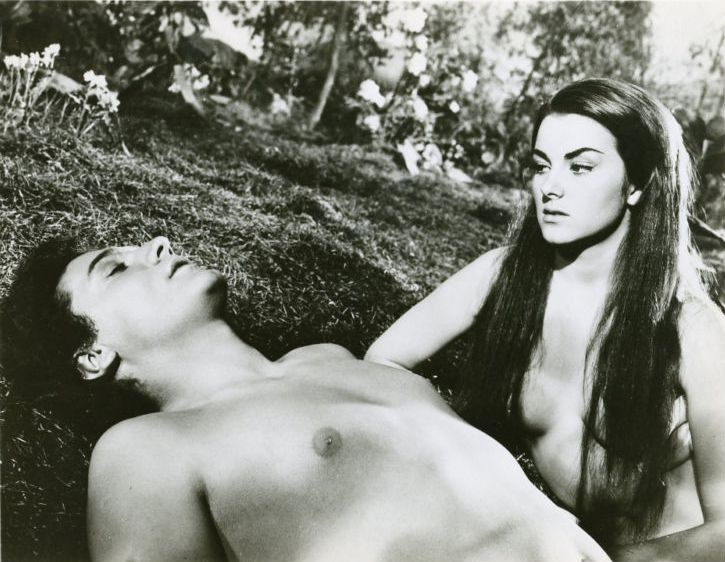
Martel no filme Adão e Eva de 1956

### Carreira no cinema
Sua vitória nos EUA causou grande alegria na França e a transformou numa celebridade, sendo bastante requisitada para capas de revista, publicidade e entrevistas, não apenas no país, mas em toda a Europa e nos Estados Unidos. Isso a levou a uma carreira cinematográfica em Hollywood, na Itália e no México, onde "atuou em 26 filmes entre 1954 e 1962", reporta a revista Gala francesa, incluindo o This Is Paris, lançado em 1955, com Tony Curtis. Martel também contracenou com Cantinflas, Silvia Pinal e Maria Félix e seu último filme foi em 1962.

### Vida pessoal
Em janeiro de 1954 Martel se casou com Ronnie Marengo, um americano herdeiro de uma grande cadeia de lojas de departamentos, do qual se divorciou no ano seguinte.
Foi no México, onde trabalhava com atriz, que ela conheceu seu segundo esposo, o empresário Miguel Aleman Velasco, filho do ex-presidente do país Miguel Alemán Valdés, com qual se casou em 1961 (veja foto aqui) e se estabeleceu definitivamente ali. O casal teve quatro filhos e em 2017 tinha também dez netos e dois bisnetos.
Em 1998, tornou-se a primeira-dama do estado de Veracruz, depois que Velasco foi eleito governador do estado.
Hoje ela pertence à alta sociedade mexicana e dedica sua vida à filantropia, ajudando a população mais pobre da região em que vive. Continua visitando frequentemente seu país natal, onde é homenageada em programas de televisão.
Já foi convidada de honra do Miss França e jurada do Miss Universo por duas vezes. Em 1979, na edição realizada na Cidade do México, ela foi a primeira MU a receber o Miss Universe Distinquished Achievement Award, um prêmio especial de distinção concedido a pessoas envolvidas com o concurso através dos anos.
Em 2012, ela foi homenageada durante o Miss França  e em 2016, após a vitória de sua conterrânea, Íris Mittinaere, ela disse: "assim que a vi passar, imediatamente disse a mim mesma que ela se tornaria Miss Universo! Ela tem presença, ela é muito bonita e natural. Quero parabenizá-la".
Em 2013, ao completar 60 anos como Miss Universo, ela foi capa da revista Hola, que então escreveu que ela tinha uma "beleza invejável" e que ela parecia "desafiar o tempo". À época, Martel disse para a revista: "o que mais agradeço é que ganhar o concurso me permitiu conhecer meu marido".
"Régia, elegante e tão bela como sempre, Christiane Magnanin deslumbrou", escreveu a revista Hola do México em 2015.

## Curiosidade
- No mesmo ano em que venceu, sua conterrânea Denise Perrier ganhou o título de Miss Mundo 1953;[4]
- Em 2021, seu filho Miguel estava sendo procurado pela polícia por desviar dinheiro da empresa Interjet, da qual era sócio-fundador.[11]